# Bass to Mouth
«Bass to Mouth» («Lenguado (indiscretos)» en Hispanoamérica) es el décimo episodio de la decimoquinta temporada de la serie animada South Park, y el episodio Nº 219 en general, escrito y dirigido por el cocreador de la serie Trey Parker. El episodio se estrenó en Comedy Central el 19 de octubre de 2011 en Estados Unidos con clasificación TV-MA L.

## Trama
Un nuevo sitio web de chismes llamado “Indiscretos” se hace viral entre los estudiantes de South Park, mediante la publicación de información embarazosa a través del acceso ilegal de llamadas telefónicas y correos electrónicos confidenciales de los estudiantes, mientras que Eric Cartman está eufórico de la vergüenza que hizo un estudiante llamado Pete Melman que defecó en sus pantalones, donde los directivos pidieron a la madre del niño que lleve un pantalón limpio, los administradores de la escuela están disgustados, recordando que un año después, otro estudiante llamado Corey Duran, sufrió un incidente similar y cometió un suicidio como consecuencia de una campaña de burla ridícula y tormentosa organizado por Eric. El Sr. Mackey, la Directora Victoria y el Sr. Adler pidieron a Eric que no haya más intentos de suicidio de estudiantes ni tampoco que se burlen por fecarse en los pantalones, Eric en un principio rechazó la petición, diciéndoles que es imposible contener un incidente de este tipo.
Mientras tanto, Stan, Butters y Craig observan un video publicado por indiscretos que la mamá de Pete lleva prendas de ropa interior causando un chiste, Eric informa sobre lo sucedido de aquel video a su compañera Jenny Simon, que ha revelado su simpatía hacia ella, incluso, brindó un pastel para compartir el almuerzo juntos, Eric volvió a jugar sucio ya que el pastel contenía sustancias laxantes para que Jenny se fecara en sus pantalones en plena clase, y luego intenta suicidarse en el tejado de la escuela, para fortuna sólo se fracturó las pelvis y Eric está complacido, la sensación de que el intento de suicidio de Jenny hará que todos se olvidan de Pete, pero la directiva escolar empiezan a enfadarse explicando a Eric que no existan más intentos de suicidio de alumnos, advirtiendo que él tiene que solucionar el problema o caso contrario, se rompería el trato con la directora Victoria para indiscretos. Eric crea un plan para premiar a los estudiantes con pizzas en el almuerzo quienes hayan sacado mejores calificaciones en la prueba de desempeño estatal, en realidad todos obtuvieron bajas notas, pero Eric hace pasar que todos sacaron excelentes notas, a las pizzas le hicieron poner sustancias laxantes y salsa picantes para que todos fecaran en sus pantalones como Jenny y Pete, la directiva escolar no tenía más opción que aceptar el plan de Cartman y poner en marcha.
Stan y los demás, exceptuando Kyle, seguían riendo de los chistes en indiscretos, hasta que Stan descubre que el sitio publicó una información privada que le había mandado Kenny, la mayoría de los chicos se enteraron incluso Wendy que tuvo su enojo contra Stan, es así que Stan convoca al resto de estudiantes para detener a la web indiscretos, segundos después, se revela mediante rastreo IP que la redacción se encuentra en el salón de música, se observa una rata de pelo rubio en el computador quien es el redactor de indiscretos, la rata huye del sitio y los chicos descubren que su nombre es Wikileaks.
Mientras tanto, en el dormitorio de un chico llamado Vernon Trumpski, Lemmiwinks, el viejo hámster escolar del episodio “El Campamento de la Tolerancia” que ahora es mascota de Vernon, es visitado por el fantasma del rey sapo, que previamente lo guio a la seguridad en aquel episodio. El rey sapo informa a Lemmiwinks que su hermano Wikileaks difunde rumores terribles basado en correos electrónicos hackeados, Lemmiwinks está dispuesto a atacar a su propio hermano, el rey sapo y su colega ‘Príncipe Gorrión’, enviaron a otro guía espiritual llamado ‘Catatapez’ a la escuela para dar instrucciones a Stan y sus amigos de llegar a la casa de Vernon y llevarse a Lemmiwinks.
Eric Cartman y la directiva escolar preparan varias pizzas para los alumnos, la directiva debe cumplir el acuerdo que tenían con Eric de presentar a la cantante Selena Gómez en la cocina para luego ser golpeada por ellos, Eric se deleitó con ver a su cantante favorita de ser agredida, siendo observado y grabado por Wikileaks que pronto redactará la gran noticia, la directiva se muestra preocupada por temor a ser despedidos de sus funciones si la gran noticia se publicara a tiempo, el suicidio de un alumno, entonces el Sr. Mackey planea suicidar a Eric arrojándolo por debajo de un autobús.
Kyle, Stan y los demás llegan a la casa de Vernon Trumpski para tomar a Lemmiwinks y llevarlo a la escuela en el autobús, pero en el camino, la directiva lanza a Eric por la parte frontal del vehículo y declararon que Eric Cartman se suicidó dejando un mensaje escrito en un papel, luego la directiva y sus alumnos se dirigen a la escuela para detener a Wikileaks, una vez dentro, el rey sapo dio la orden de sacar a Lemmiwinks de la caja para atacar a Wikileaks, el vencedor fue Lemmiwinks quien terminó matando a su propio hermano, y de inmedianto el Sr. Mackey logra borrar todo el contenido de indiscretos. Mientras que Eric sólo sufrió fractura de piernas y brazos, consiguió vengarse de la directiva dándoles pastelitos con laxantes provocando que el Sr. Mackey se defecara tan grave que impulsa su cuerpo en el pasillo. Finalmente, el rey sapo felicita a Lemmiwinks por haber derrotado el sitio indiscretos, Lemmiwinks lamentó matar a su hermano y se retiró del pasillo en ánimo muy deprimido.

## Recepción
Ryan McGhee del sitio The A.V. Club le dio al episodio una calificación B e indicó “Lo que inicialmente parecía tomar el show como bullying escolar, se convirtió en una lucha épica entre dos ratas por la supremacía, mientras ellos armaron el complot pasó mucho tiempo aparte para realmente sentir como la misma historia. Ambos tenían fuertes elementos, pero no mezclan completamente".